# Ned Kelly

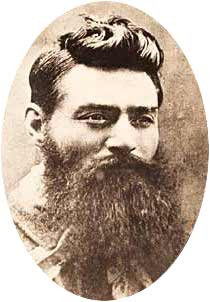
Ảnh Ned Kelly
chụp hôm trước ngày bị tử hình

Edward "Ned" Kelly (sinh khoảng tháng 1 năm 1855 – 11 tháng 11 năm 1880) là lục lâm nổi tiếng nhất Úc, và được nhiều người cho là một anh hùng dân gian vì ông đã thách thức và coi thường các cơ quan chính quyền thuộc địa. Sinh ra gần Cragieburn, ngày nay ở phía nam ngoại ô Melbourne, con của một tù nhân đi đày từ xứ Ireland, Ned từ thời niên thiếu đã nhiều lần đụng độ với cảnh sát. Sau một vụ ấu đả tại nhà ông, cảnh sát truy lùng ông khắp nơi. Sau đó ông giết chết 3 viên cảnh sát. Băng đảng của Ned Kelly từ đó bị đặt ngoài vòng pháp luật. Trong một cuộc bắn nhau với cảnh sát vùng Glenrowan, Victoria, Kelly mặc giáp che ngực và đội nón sắt bằng những miếng thép ông tự rèn lấy. Ông bị bắt và tử hình tại nhà tù Melbourne năm 1880. Do tính ngang cường và táo bạo trong thời còn sống, Ned Kelly lưu lại một hình ảnh sâu đậm trong giai thoại dân gian, văn chương và phim ảnh Úc.